# بنفش (گیاه)
بنفش، بنفش درختچه‌ای (انگلیسی: Pluchea lanceolata) نام یک گونه از سرده بنفش است.